# Diògenes de Babilònia
Diògenes de Babilònia o Diògenes Babiloni （en grec Διογένης) va ser un filòsof estoic nascut a Selèucia, que era a Babilònia, d'on li va venir el seu renom, aplicat per distingir-lo d'altres filòsofs anomenats Diògenes i especialment de Diògenes de Selèucia.
Es va educar a Atenes amb Crisip de Soli, i va succeir a Zenó de Tars com a cap de l'escola estoica d'Atenes. Va participar en l'ambaixada enviada pels atenencs a Roma el 155 aC formada per tres filòsofs: ell mateix, Carnèades i Critolau. Aquests tres filòsofs durant la seva estada a Roma van pronunciar molts discursos, tant en privat com en públic, sobretot davant del senat. Diògenes va ser alabat per la seva audiència per la seva forma de parlar mòdica i temperada. Segons Llucià de Samosata va morir als 88 anys, cap el 151 aC. Ciceró va dir d'ell que era un gran estoic (magnus et gravis stoicus).
Va deixar els següents escrits, tots els quals s'han perdut:
- Διαλεκτικὴ τέχνη.
- Sobre l'endevinació
- Sobre la deessa Atena, on explicava el naixement de la deessa per principis fisiològics.
- Περὶ τοῦ τῆς ψυχῆς ἡγημονικοῦ.
- Περὶ φωνῆς, que sembla que tractava de la filosofia del llenguatge.
- Περὶ εὐγενείας, o sobre el fet de ser aristòcrata de naixement.
- Περὶ νομων, en diversos llibres.

Hi ha diversos passatges de Ciceró dels quals es pot deduir que Diògenes va escriure més llibres sobre altres temes, però se'n desconeixen els títols.